# Résiste (comédie musicale)
Pour les articles homonymes, voir Résiste (homonymie).
Résiste est une comédie musicale juke-box française de France Gall et Bruck Dawit s'étant déroulée entre novembre 2015 et décembre 2016. Le spectacle est la mise en scène des chansons écrites par Michel Berger durant l'ensemble de sa carrière.

## Synopsis
Tous les soirs, c'est au Lola's que les papillons de nuit se réunissent pour chanter, boire, danser et rire jusqu'à l'aube. Le célèbre club est tenu par Monsieur Bouvier et ses filles, Maggie et Mandoline. Ce trio de choc assure bon gré mal gré la survie de l'entreprise familiale.
Dans leur royaume nocturne, on croise Tennessee, pétillant serveur et homme à tout faire attitré du Lola's ; Mathis, talentueux pianiste au passé trouble ; Angelina, la meilleure amie de Maggie, héritière rebelle du richissime Monsieur Dumas ; le trio des princes des villes, éternels séducteurs et fêtards invétérés ; la foule des habitués toujours prêts à investir la piste du club.
Mais la petite bande ne veut-elle pas plus de la vie ? Aller au bout de ses rêves ? Découvrir le monde ? Connaître le grand amour ?
Un jour, un événement tragique bouleverse leur vie. Face au drame, chacun va se positionner, s'assumer, prendre des risques pour enfin devenir soi-même et prouver qu'il existe.

## Personnages principaux
- Maggie Bouvier : fille aînée de Monsieur Bouvier, travailleuse acharnée au Lola's, elle est un soutien indéfectible pour son père et Mandoline. Sa dévotion la pousse souvent à taire ses envies et ses sentiments. Maggie est sage, lunaire mais dans un contrôle permanent de ses émotions. Sa rencontre avec Mathis et le sort d'Angelina fracassent ses certitudes. Au fil du spectacle, elle remet peu à peu sa vie en question et s'interroge sur ses véritables aspirations.
- Mandoline Bouvier : fille cadette de Monsieur Bouvier, Mandoline est l'exact opposé de Maggie. Virevoltante et solaire, rebelle dans l'âme, Mandoline suit son instinct : elle évolue au gré de ses désirs, aime davantage l'idée d'être amoureuse que les relations dans lesquelles elle se jette à cœur perdu. Son besoin viscéral de liberté la rend rétive à toute forme d'autorité et la met souvent en conflit avec son père.
- Monsieur Bouvier : le propriétaire du Lola's. Père veuf, il se débat comme il le peut entre les incertitudes financières du club et ses inquiétudes vis-à-vis de ses filles. Il s'entend à merveille avec Maggie mais est souvent en confrontation avec Mandoline. Il a de l'affection pour Angelina, qu'il cherche à protéger de ses mauvaises fréquentations. S'il est souvent bourru avec Tennessee et n'hésite pas à le rabrouer lorsque ce dernier divague, il apprécie beaucoup le jeune serveur. Il ne s'est jamais remis de la mort de son épouse, Lola.
- Tennessee : serveur au Lola's, il est aussi de son propre aveu « animateur, réparateur, un petit peu videur, déménageur ». Très vite démasqué par Mathis, il avoue au nouveau venu qu'il reste surtout pour Mandoline : elle est sa meilleure amie depuis l'école primaire et il l'aime depuis quinze ans, sans avoir jamais osé se déclarer. Orphelin, il a grandi auprès des Bouvier - il est très attaché à toute la famille et un bon camarade pour chacun. Pétillant, généreux et éternel optimiste, Tennessee est l'âme du club.
- Mathis : débarqué au Lola's en quête d'un travail, ses prouesses de pianiste décident Monsieur Bouvier à l'embaucher sur-le-champ. Mathis est aussitôt charmé par Maggie, une attirance qui s'avère réciproque. Pourtant, sous ses allures de jeune premier romantique, Mathis cache un lourd passé. Son quotidien, toujours très compliqué, le pousse à prendre une décision radicale.
- Angelina Dumas : la meilleure amie des sœurs Bouvier, également une bonne copine de Tennessee. Elle apprécie beaucoup Monsieur Bouvier, qu'elle idéalise. Jeune femme envoûtante au style résolument rock, entière et téméraire, Angelina intimide autant qu'elle fascine. Fille d'un riche magnat de la finance, elle rejette farouchement son père et son carcan social. Enfiévrée par une relation passionnelle mais délétère, Angelina vivra sa passion jusqu'au bout, quitte à tout perdre.
- Les princes des villes : trio de dandys, aussi séducteur que burlesque. Outre leurs prouesses de danseurs, ils sont l'élément comique récurrent du spectacle.
- Monsieur Dumas : le père d'Angelina, banquier richissime. Bien qu'incapable de comprendre cette dernière, il aime profondément sa fille. Il déteste Monsieur Bouvier, animosité que ce dernier lui rend bien. Le conflit opposant les deux hommes sera élucidé lors de l'acte 5.
- Moon : la narratrice du spectacle. Elle accueille chez elle sa petite-fille Lola.
- Lola : la petite-fille de Moon. Elle demande à sa grand-mère de lui raconter l'histoire de Maggie et sa bande.

## Fiche technique
- Titre : Résiste
- Livret : France Gall, Bruck Dawit
- Paroles : Michel Berger
- Musique : Michel Berger
- Mise en scène : Ladislas Chollat
- Assistant metteur en scène : Eric Supply
- Direction Musicale : France Gall, Bruck Dawit
- Chorégraphie : Marion Motin
- Production : Thierry Suc, Jean-Charles Mathey
- Casting : Bruno Berberes
- Costumes : Jean-Daniel Vuillermoz
- Décors : Emmanuelle Roy
- Coiffures : Fred Kebbabi
- Lumières : Jacques Rouveyrollis et Jessica Duclos
- Vidéo : Nathalie Cabrol
- Adaptation et co dialogues : Lætitia Colombani
- Coach vocal : Damien Silvert
- Date de première représentation : 4 novembre 2015 au Palais des sports de Paris
- Date de début de la tournée : 9 janvier 2016
- Date de dernière représentation : 23 décembre 2016[1]

## Distribution

### Chanteurs
- Léa Deleau : Maggie Bouvier 

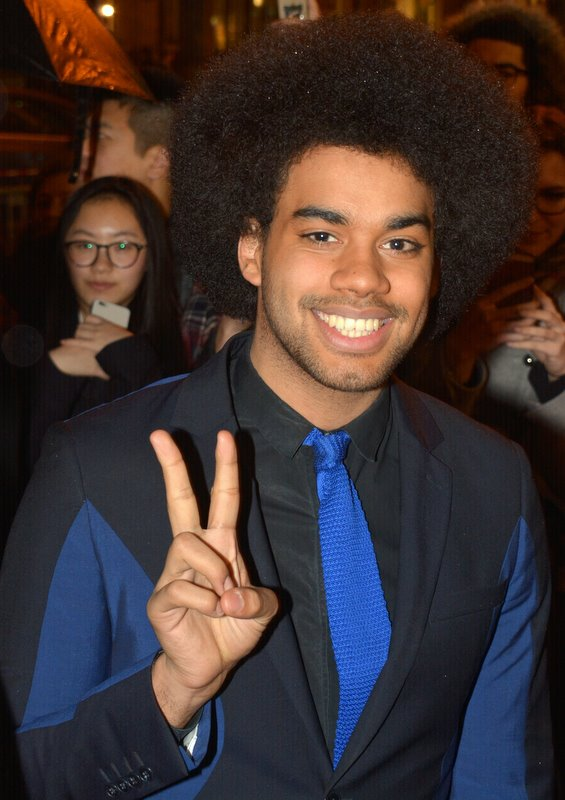
Gwendal Marimoutou, l'interprète de Tennessee.

  - Fanny Delaigue : Maggie Bouvier (à partir du 16/09)
- Victor Le Douarec : Mathis
- Élodie Martelet : Mandoline Bouvier 
  - Charlotte Bizjak : Mandoline Bouvier (à partir du 16/09)
- Gwendal Marimoutou : Tennessee
- Corentine Collier : Angelina Dumas
- Laurent Hennequin : Monsieur Bouvier
- Louya Kounkou : 1er prince des villes
- Ben Akl : 2e prince des villes
- Jocelyn Laurent : 3e prince des villes
- Stéphane Roux : Monsieur Dumas
- Chloé Lefèbre : Lola
- France Gall : Moon

### Danseurs
- Alison Benezech
- Pierre-Antoine Brunet
- Caroline Bouquet
- Youri Fedida
- Laura Defretin
- Karim Khouader
- Audrey Hurtis
- Brandon Malboneige-Masele
- Coline Siberchicot
- Kevin Moulin
- Julien Ramade
- Romain Veysseyre
- Melvin Bihani

### Musiciens
Le live-band de Résiste :
- Chef d'orchestre : Vincent Lanty
- Batterie et percussions : Jean-Baptiste Cortot
- Basse : Guillaume Juramie
- Claviers : Vincent Lanty / Frédéric Scamps
- Guitare : Pierre Terrasse / Vincent Lanty / Frédéric Scamps

## Déroulé du spectacle

### Acte 1
- La chanson de Maggie
- Musique
- Mandoline
- Quand on danse (à quoi tu penses)
- Débranche
- Angelina Dumas
- Les Princes des Villes
- Papillon de nuit

### Acte 2
- La chanson de Maggie
- A quoi il sert
- Une nuit à Paris
- Quelques mots d'amour
- Samba Mambo
- La groupie du pianiste

### Acte 3
- A votre avis
- Ella, elle l'a
- Chanson pour Man Ray
- Il jouait du piano debout
- C'est pas la peine de vivre
- Au revoir Angelina

### Acte 4
- Un dimanche au bord de l'eau
- Comment lui dire / Les mots simples
- Ose
- La déclaration d'amour
- Viens je t'emmène
- Si, maman, si

### Acte 5
- Résiste
- Fais comme t'aimes
- Les accidents d'amour
- Saluts
- Résiste (Rappel)

## Liste des titres
Toutes les paroles sont écrites par Michel Berger, toute la musique est composée par Michel Berger.
| CD1   | CD1                          | CD1                                                                                   | CD1   | CD1 | CD1 | CD1 | CD1 | CD1 | CD1 |
| No    | Titre                        | Interprète(s)                                                                         | Durée |     |     |     |     |     |     |
| ----- | ---------------------------- | ------------------------------------------------------------------------------------- | ----- | --- | --- | --- | --- | --- | --- |
| 1.    | Résiste                      | Léa Deleau, Victor le Douarec, Élodie Martelet, Gwendal Marimoutou, Corentine Collier | 3:57  |     |     |     |     |     |     |
| 2.    | Les Accidents d'amour        | Léa Deleau                                                                            | 5:13  |     |     |     |     |     |     |
| 3.    | La Groupie du pianiste       | Gwendal Marimoutou                                                                    | 5:05  |     |     |     |     |     |     |
| 4.    | La Chanson de Maggie         | Léa Deleau                                                                            | 3:05  |     |     |     |     |     |     |
| 5.    | Débranche                    | Victor le Douarec                                                                     | 3:59  |     |     |     |     |     |     |
| 6.    | La Déclaration d'amour       | Léa Deleau                                                                            | 3:46  |     |     |     |     |     |     |
| 7.    | Il jouait du piano debout    | Élodie Martelet                                                                       | 3:59  |     |     |     |     |     |     |
| 8.    | À quoi il sert               | Léa Deleau et Victor le Douarec                                                       | 3:38  |     |     |     |     |     |     |
| 9.    | Papillon de nuit             | Corentine Collier                                                                     | 4:57  |     |     |     |     |     |     |
| 10.   | Quelques mots d'amour        | Laurent Hennequin                                                                     | 3:35  |     |     |     |     |     |     |
| 11.   | Musique                      | Léa Deleau                                                                            | 4:10  |     |     |     |     |     |     |
| 12.   | Si, maman si                 | Léa Deleau                                                                            | 2:59  |     |     |     |     |     |     |
| 13.   | Ella, elle l'a               | Léa Deleau                                                                            | 4:56  |     |     |     |     |     |     |
| 14.   | Un dimanche au bord de l'eau | Michel Berger                                                                         | 3:14  |     |     |     |     |     |     |
| 57:09 |                              |                                                                                       |       |     |     |     |     |     |     |

| CD2   | CD2                                         | CD2                                  | CD2   | CD2 | CD2 | CD2 | CD2 | CD2 | CD2 |
| No    | Titre                                       | Interprète(s)                        | Durée |     |     |     |     |     |     |
| ----- | ------------------------------------------- | ------------------------------------ | ----- | --- | --- | --- | --- | --- | --- |
| 1.    | Ose                                         | Victor le Douarec                    | 1:06  |     |     |     |     |     |     |
| 2.    | Samba mambo                                 | Élodie Martelet et Corentine Collier | 2:36  |     |     |     |     |     |     |
| 3.    | La Déclaration d'amour (version acoustique) | Léa Deleau                           | 4:14  |     |     |     |     |     |     |
| 4.    | Papillon de nuit (version alternative)      | Corentine Collier                    | 4:57  |     |     |     |     |     |     |
| 5.    | Si, maman si (version acoustique)           | Léa Deleau                           | 3:00  |     |     |     |     |     |     |
| 6.    | La Groupie du pianiste (rhythm mix)         | Gwendal Marimoutou                   | 4:39  |     |     |     |     |     |     |
| 7.    | La Chanson de Maggie (version acoustique)   | Léa Deleau                           | 3:05  |     |     |     |     |     |     |
| 8.    | Ella, elle l'a (version single)             | Léa Deleau                           | 4:41  |     |     |     |     |     |     |
| 9.    | Les Accidents d'amour (version single)      | Léa Deleau                           | 3:50  |     |     |     |     |     |     |
| 31:15 |                                             |                                      |       |     |     |     |     |     |     |

| CD3  | CD3                    | CD3                | CD3   | CD3 | CD3 | CD3 | CD3 | CD3 | CD3 |
| No   | Titre                  | Interprète(s)      | Durée |     |     |     |     |     |     |
| ---- | ---------------------- | ------------------ | ----- | --- | --- | --- | --- | --- | --- |
| 1.   | Les Princes des villes | Gwendal Marimoutou | 5:27  |     |     |     |     |     |     |
| 2.   | Viens je t'emmène      | Léa Deleau         | 3:47  |     |     |     |     |     |     |
| 9:14 |                        |                    |       |     |     |     |     |     |     |

## Singles
- Résiste est le premier single clippé extrait du spectacle[3].
- Le 17 juillet 2015 est sorti le second single clippé : Les Accidents d'amour interprété par Léa Deleau[4].
- En juin est sorti le single : Ella, elle l'a interprété par Léa Deleau. Pas de clip.
- Printemps 2016, nouvel extrait clippé : Si, maman si interprété par Léa Deleau.

## Tournée
La première représentation a lieu le 4 novembre 2015 au Palais des sports de Paris. S'ensuit une tournée en France, en Belgique et en Suisse en 2016,. La dernière représentation a eu lieu le 23 décembre 2016 au Zénith de Lille.

## Réception
Résiste est majoritairement bien accueillie par la presse.
Sur RTL, Steven Bellery et Mathilde Cesbron évoquent d'emblée « le meilleur spectacle depuis 15 ans ». Ils louent « une troupe époustouflante » et « le travail de Marion Motin, chorégraphe de Stromae et Christine And The Queens [qui] tutoie l'excellence ».
Le Parisien affirme que l'on « chante, on danse, on jubile de réentendre sur scène toutes ces chansons. Une première inespérée après des mois, des années d'attente ». Une fois encore, le travail de Motin est salué (un « ballet de tubes, de tableaux spectaculaires ») ainsi que la mise en scène « magnifique » de Ladislas Chollat.
Selon Khadija Moussou du magazine Elle, la comédie musicale « fait du bien ». Les performances de Léa Deleau et Gwendal Marimoutou sont ouvertement acclamées, ces derniers communiquant « une folle énergie et une véritable joie d’être sur scène, en pleine communion avec le public ». Le travail de Ladislas Chollat et Marion Motin est aussi au cœur des éloges : « la scénographie [est] savamment travaillée et les chorégraphies […] soulignent joliment certains textes oubliés de Michel Berger, voire inédits comme le très beau Un dimanche au bord de l’eau ». La journaliste déplore en revanche une « histoire trop bancale, banale [et] les dialogues bien trop faibles ».
Jonathan Hamard et Yohann Ruelle, du site Charts in France, sont plus indulgents : certes, « le livret réserve peu de surprises (l'amour et la liberté étant abordés de manière consensuelle), mais l'histoire tient debout et accompagne des chansons qu'on apprécie réentendre ». Là encore, « l'audace vient plutôt de la mise en scène et des chorégraphies alambiquées ». Concernant les protagonistes, « l'intrépide Mandoline, au cœur volage et vagabond, et l'incandescent Tennessee sortent du lot ».
Benoît Tourné, du site spécialisé Musical Avenue, affirme que « Résiste nous réconcilie avec les productions jukebox françaises ». La comédie musicale « prouve à tous les producteurs que les chansons ne forment pas qu’une succession de tableaux avec déferlante de moyens auxquels on essaye de coudre un synopsis mince comme un fil ». Les moyens colossaux sont « utilisés à bon escient et intelligemment, ils se mettent au service du spectacle et non l’inverse ». Il juge la scénographie « parfaite » et la mise en scène « irréprochable » : elles « réussissent à illustrer, dynamiser et mettre en valeur les tubes et les chansons moins connues de Michel Berger qui s’intègrent plutôt bien dans l’histoire ». Si Tourné loue les performances vocales des chanteurs, il regrette « leur jeu quelquefois à la limite du faux. […] Les pauvres ne sont pas vraiment aidés par les dialogues qui sonnent creux et manquent de soin pour être vraiment percutants et apporter une note d’humour ». Il salue néanmoins les prestations de Léa Deleau et Gwendal Marimoutou.
Sur Têtu, on salue « l’audace des producteurs d’avoir misé sur un orchestre live pour accompagner les jeunes artistes […]. Sa présence joue beaucoup dans l’énergie qui se dégage du spectacle ». Il souligne également l'alchimie avec les spectateurs : de « La groupie du pianiste […] à la fin du spectacle, une grande partie du public est debout, et certains fans sont à la limite de l’hystérie ».
Côté Télérama, Laurence Le Saux se montre nettement plus sévère. En dépit des chorégraphies et de la qualité des chansons « vaillamment interprétées », « Résiste pâtit d’un scénario d’une indigence totale, […] de dialogues affligeants qui ne dépareraient pas dans les séries AB Productions. On passera sur les apparitions filmées de France Gall en mamie gâteau expliquant la vie à sa petite-fille, franchement embarrassantes ».

## Distinctions
- Les Trophées de la Comédie Musicale 2017 : trophée du public
- Globes de cristal 2017 : meilleure comédie musicale